# Scotinotylus alienus
Scotinotylus alienus là một loài nhện trong họ Linyphiidae. Chúng được Wladislaus Kulczynski miêu tả năm 1885.